# José Calado
Pour les articles homonymes, voir Calado.
José Calado, de son nom complet José António Calado da Silva, est un footballeur international portugais né le 1er mars 1974 à Lisbonne. Il évoluait au poste de milieu de terrain.

## Biographie
En 2013 il participe à la première saison de Dança com as Estrelas, la version portugaise de Danse avec les stars.

## Carrière
- 1991-1992 :  Casa Pia
- 1992-1995 :  Estrela da Amadora
- 1995-2001 :  Benfica Lisbonne
- 2001-2005 :  Betis Séville
- 2003-2005 :  Polideportivo Ejido (prêté  par le Betis)
- 2005-2007 :  Polideportivo Ejido
- 2007-2008 :  APOP Kinyras
- 2008-2010 :  AE Paphos[2],[3]

## Palmarès

### En club
Estrela da Amadora
- Champion du Portugal D2 en 1993

 Benfica Lisbonne
- Vainqueur de la Coupe du Portugal en 1996